# Lathromeroidea domestica
Lathromeroidea domestica är en stekelart som beskrevs av Alexandre Arsène Girault 1920. Lathromeroidea domestica ingår i släktet Lathromeroidea och familjen hårstrimsteklar. Inga underarter finns listade i Catalogue of Life.